# Sarcocheilichthys variegatus
Sarcocheilichthys variegatus és una espècie de peix cipriniforme de la família dels ciprínids.

## Subespècies
- Sarcocheilichthys variegatus microoculus (Mori, 1927)
- Sarcocheilichthys variegatus variegatus (Temminck i Schlegel, 1846)
- Sarcocheilichthys variegatus wakiyae (Mori, 1927)[1]